# Crochet palatal
Le crochet palatal ou hameçon palatal, ‹ ◌̡ ›, est un signe diacritique utilisé dans l'alphabet phonétique international.

## Utilisation
Johan Storm (en) utilise plusieurs symboles avec un crochet palatal représentant leur palatalisation dans la transcription phonétique de Englische Philologie publié en 1892 ainsi que dans la transcription Norvegia présentée en 1884.

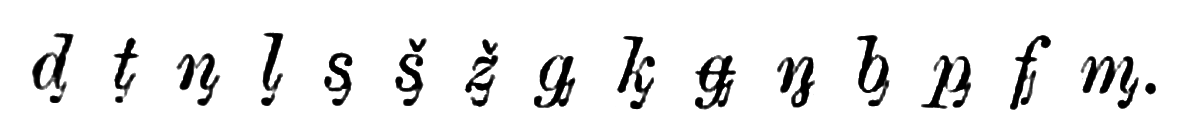
Consonnes paltalisées dans Storm 1892.

Le crochet palatal est utilisé dans la transcription Dania de 1890 d’Otto Jespersen.
Le crochet palatal est officiellement adopté dans l’alphabet phonétique international en 1928, après la conférence de Copenhague de 1926 organisée par Otto Jespersen. Celui-ci remplace le point suscrit, utilisé depuis 1911 pour indiquer la palatalisation.
Le crochet palatal était déjà utilisé auparavant dans des ouvrages utilisant l’alphabet phonétique international comme Handbook of Russian de Mikhail V. Trofimov et James P. Scott publié en 1918, The Pronunciation of Russian de Mikhail V. Trofimov et Daniel Jones publié en 1923 ou A Polish phonetic reader de Z. M. Arend-Choiński publié en 1924.
Il est remplacé en 1989 par la lettre j en exposant ‹ ʲ › lors de la conférence de Kiel.
Pour certains symboles API, la boucle a parfois été utilisée au lieu du crochet patalal pour indiquer la palatalisation, par exemple : ʆ et ʓ ont été des symboles API, préférés aux symboles ᶋ et 𝼘 à partir de 1947. 
|                    | Bilabiale | Labio-dentale | Dentale   | Alvéolaire | Palato-alvéolaire | Rétroflexe | Palatale | Vélaire         | Uvulaire | Pharyngale | Glottale |
| ------------------ | --------- | ------------- | --------- | ---------- | ----------------- | ---------- | -------- | --------------- | -------- | ---------- | -------- |
| Occlusive          | p b ᶈ ᶀ   |               | t d ƫ ᶵ ᶁ | t d ƫ ᶵ ᶁ  |                   |            | c ꞔ      | k ɡ ᶄ ᶃ         | q ɢ *    |            |          |
| Affriquée          |           |               |           | ʦ ʣ *      | ʧ ʤ 𝼗 𝼒           |            |          |                 |          |            |          |
| Nasale             | m ᶆ       |               | n ᶇ       | n ᶇ        |                   |            |          | ŋ 𝼔             |          |            |          |
| Fricative latérale |           |               | ɬ 𝼓       | ɬ 𝼓        |                   |            |          |                 |          |            |          |
| Latérale           |           |               | l ᶅ ᶪ     | l ᶅ ᶪ      |                   |            |          |                 |          |            |          |
| Roulée             |           |               | r ᶉ       | r ᶉ        |                   |            |          |                 | ʀ *      |            |          |
| Battue             |           |               | ɾ 𝼖       | ɾ 𝼖        |                   | ɽ *        |          |                 |          |            |          |
| Fricative          | ɸ β *     | f v ᶂ ᶌ       | θ ð *     | s z ᶊ ᶎ    | ʃ ʒ ᶋ 𝼘           |            |          | x ɣ (ǥ) ᶍ * (*) | χ ʁ *    | ħ ʕ *      | h ꞕ      |
| Spirante           |           | ʋ *           |           | ɹ 𝼕        |                   |            |          | w *             |          |            |          |
| Implosive          |           |               | ɗ *       | ɗ *        |                   |            |          |                 |          |            |          |